# Basiscreme DAC
Die Basiscreme DAC ist eine wichtige Stammzubereitung des Deutschen Arzneimittel-Codex (DAC). 

## Zusammensetzung
100 g Basiscreme DAC enthalten:
- 4,0 g Glycerolmonostearat 60
- 6,0 g Cetylalkohol
- 7,5 g Mittelkettige Triglyceride (Neutralöl, Miglyol 812)
- 25,5 g Weißes Vaselin
- 7,0 g Macrogol-20[1]-glycerolmonostearat
- 10,0 g Propylenglycol
- 40,0 g gereinigtes Wasser

## Eigenschaften
Die Basiscreme DAC liegt als Öl-in-Wasser-Emulsion (O/W-Emulsion) vor. Sie ist eine amphiphile Creme, die große Mengen lipophile Substanzen oder hydrophile Substanzen aufnehmen kann. Durch Einarbeitung von lipophilen Stoffen kommt es nach Erreichen der Kapazitätsgrenze des O/W-Emulgators (Macrogol-1000-glycerolmonostearat) zur Phaseninversion, wobei die lipophile Phase die Funktion des Dispersionsmittels übernimmt und die W/O-Emulgatoren (Glycerolmonostearat 60, Cetylalkohol) die Filmbildung dominieren.
Die Emulgatoren sind nichtionisch, was eine gute Verträglichkeit gewährleistet. 
Bei geschädigter Haut kann die Basiscreme DAC aufgrund der Konservierung durch Propylenglycol leichtes Brennen auslösen.

## Einsatzbereiche
Basiscreme DAC ist eine häufig eingesetzte Grundlage für fettende Cremes bei in der Apotheke hergestellten Rezepturen. Bei Schuppenflechte oder Akne-Erkrankungen wird sie als feuchtigkeitsspendende Creme eingesetzt.

## Haltbarkeit
Basiscreme DAC kann ohne weitere Konservierung bei lichtgeschützter Aufbewahrung in dicht verschlossenen Behältnissen bis zu 3 Jahre gelagert werden.
Aufgrund des Gehalts von 20 % Propylenglycol (bezogen auf die hydrophile Phase) ist Basiscreme DAC mikrobiologisch nicht anfällig.